# 旅はWITH遊
『旅はWITH遊』（たびはウィズゆう）は、一部フジテレビ系列で放送されたフジテレビ製作の旅行バラエティ番組。製作局のフジテレビでは、1989年4月8日から1990年3月17日まで毎週土曜 12:00 - 12:55（日本標準時）に放送。

## 出演者

### 司会者
- 高田純次
- ゆうゆ
- 森末慎二

### ロケ担当
- 久本雅美

## スタッフ
- 制作著作：フジテレビ

## ネット局
- フジテレビ（製作局）
- 北海道文化放送
- 仙台放送
- テレビ静岡
- 岡山放送
- ほか数局[どれ?]

| フジテレビ 土曜 12:00 - 12:55                      | フジテレビ 土曜 12:00 - 12:55               | フジテレビ 土曜 12:00 - 12:55                                       |
| 前番組                                             | 番組名                                      | 次番組                                                              |
| -------------------------------------------------- | ------------------------------------------- | ------------------------------------------------------------------- |
| HOTめだま （1988年4月 - 1989年3月） ※12:00 - 12:54 | 旅はWITH遊 （1989年4月8日 - 1990年3月17日） | 土曜!コネクション （1990年4月 - 1990年9月） 【土曜13:00枠から移動】 |

| スタブアイコン | サブスタブ | この項目は、まだ閲覧者の調べものの参照としては役立たない、テレビ番組に関連した書きかけの項目です。この項目を加筆・訂正などしてくださる協力者を求めています（P:テレビ/PJ:放送または配信の番組）。 |